# Gaston Maille
Gaston Maille est un facteur d'orgue français installé à Bordeaux, ayant œuvré, sous son nom, de 1882 à 1925 dans toute l'Aquitaine et ses territoires limitrophes, élève de Georges Wenner auquel il succède à la tête de la manufacture Georges Wenner & J.Götty.

## Sa vie
Nicolas Gaston Maille nait à Bordeaux le 24 mai 1855. Élève de Georges Wenner et Jean-Jacob Götty dont il devient le contremaître durant bon nombre d'années avant de prendre leur suite le 1er janvier 1882. En 1890 il adopte la transmission pneumatique tubulaire, système Weigle-Gaston Maille. En 1925 il revend son entreprise à deux de ses élèves Marcel Brun et Binetti qui partent s'installer à Poitiers et cèderont l'atelier, quelques années plus tard, à Robert Boisseau  formé auprès d'eux. Gaston Maille meurt à Bordeaux le 14 septembre 1926.

## Son œuvre
Une bonne partie de la production de Gaston Maille consiste, pour des paroisses modestes, en petits instruments jusqu'à 15 jeux sur un ou deux claviers avec un pédalier en tirasse (PHOTO), mais il assura bien sûr la maintenance des instruments érigés par ses maîtres:
1882
- Lesparre-Médoc, Notre-Dame-de-l'Assomption, montage de l'orgue construit par Georges Wenner

1883
- Bordeaux, synagogue.
- Bordeaux, temple du Hâ, construction  PHOTO
- Bidart, Notre-Dame de l'Assomption, restauration  PHOTO
- Pujols-sur-Dordogne, Notre-Dame, restauration

1884
- Bordeaux, Sainte-Marie-de-la-Bastide, construction
- Poitiers, Saint-Hilaire, achèvement de la construction commencée par Georges Wenner,  Classé MH[1],  (PHOTO)

1885
- Latresne, Saint-Aubin, construction

1886
- Bordeaux, Saint-Rémi, construction
- Bordeaux, Saint-Pierre, orgue de chœur
- Villenave-d'Ornon, Saint-Martin, restauration

1887
- Bordeaux, Notre-Dame, transformations

1888
- Bordeaux, école Saint-Genès, construction
- Guîtres, abbatiale Notre-Dame, construction
- Bordeaux, basilique St Seurin, restauration  PHOTO

1889
- Bétharram, Saint-Michel Garicoïts, construction
- Coutras, Saint-Jean-Baptiste, construction
- Jonzac, Saint-Gervais-Saint-Protais, construction,  Classé MH[2]
- Le Bugue Saint Sulpice construction

1890
- Barbezieux-Saint-Hilaire, Saint-Mathias, construction
- La Brède, Saint-Jean-d'Étampes, construction
- Dax, Saint-Vincent-de-Xaintes, construction

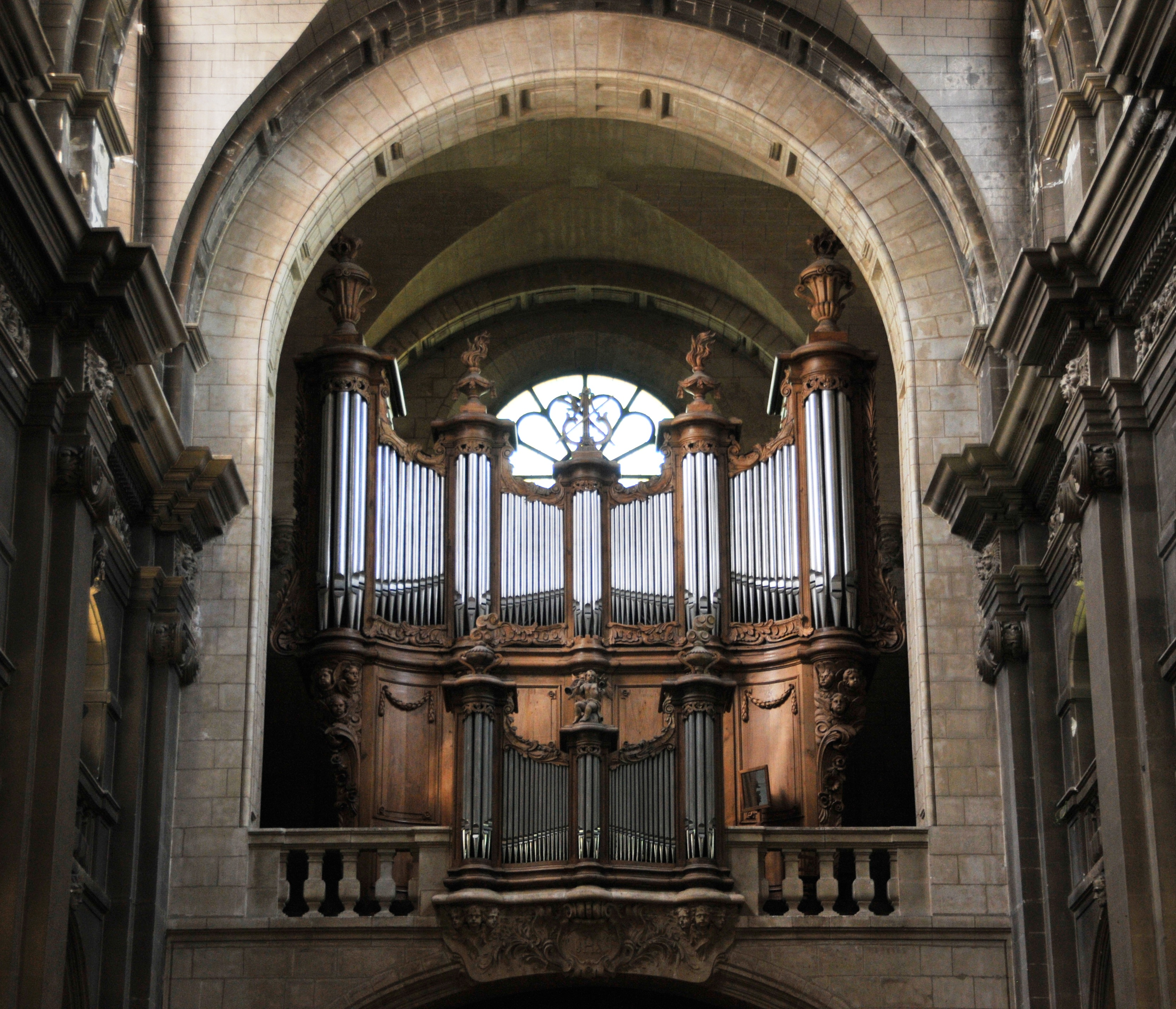
Dax, cathédrale Sainte-Marie

- Bordeaux, Saint-Amand-de-Caudéran, restauration

1892
- Bordeaux, basilique Saint-Michel, réparations  PHOTO
- Carignan, Saint-Martin, construction
- Saint-Estèphe, Saint-Étienne, construction

1893
- Dax, cathédrale N.D. Sainte-Marie, reconstruction de l'orgue de Jean-Baptiste Micot fils,  Classé MH[3]

1894
- Berastegui, San Martin, construction

1895
- Bayonne, Saint-André, restauration orgue Wenner  PHOTO
- Bordeaux, Saint-Éloi, restauration o.tribune + o.de chœur  PHOTO
- Bordeaux, Saint-Paul, restauration o.tribune + construction o.de chœur PHOTO
- Mont-de-Marsan, la Madeleine, reconstruction

1896
- Église Saint-Siméon de Bouliac, construction

1897
- Azkoitia, couvent Sainte-Claire, construction
- Bazas, cathédrale Saint-Jean-Baptiste, construction o.de chœur
- Bergerac, Saint-Jacques, restauration

1898
- Anglet, Notre-Dame du Refuge, construction
- Bordeaux, Saint-Bruno, restauration o.tribune + construction o.de chœur

1899
- Betharram, Notre-Dame, reconstruction

1900
- Arcachon, basilique Notre-Dame, restauration

1901
- Bordeaux, Sainte-Eulalie, reconstruction

1902
- Bordeaux, Saint-Louis, relevage

1904
- Royan, Notre-Dame, construction, disparu avec l'église en 1945
- Saintes, Saint-Vivien, relevage
- Sare, Saint-Martin, construction

1908
- Pau, Saint-Jacques, restauration

1909
- Biarritz, Saint-Martin, construction

1912
- Anglet, Saint-Léon, construction  PHOTO
- Cognac, Temple, construction

1918
- Macau, Notre-Dame, restauration orgue Wenner

1920
- Bordeaux, Saint-Louis, restauration
- Bordeaux, Sainte-Geneviève, construction

1922
- Saint-Émilion, collégiale Notre-Dame, restauration

1923
- Guéret, Saints-Pierre-et-Paul, restauration

## Sources
- Orgues en Aquitaine, tomes 1, 2, ADAMA, chez EDISUD,  (ISBN 2-85744-329-3),  (ISBN 2-85744-361-7)
- Orgues du Limousin, ASSECARM Limousin, EDISUD 1993
- Orgues en Poitou-Charentes, ARDIAMC, chez EDISUD,  (ISBN 2-85744-474-5)